# West Asian Football Federation
West Asian Football Federation (arabiska: اتحاد غرب آسيا لكرة القدم, franska: Fédération d'Asie de l'Ouest de football, persiska: فدراسیون فوتبال غرب آسیا) även känt som WAFF, är västasiens fotbollsförbund, grundades den 15 maj 2001. Det är ett av AFC:s fem regionala fotbollsförbund. WAFF är det tredje äldsta regionala förbundet i Asien.

## Medlemmar
- Bahrain
- Förenade arabemiraten
- Irak
- Jemen
- Jordanien
- Kuwait
- Libanon
- Oman
- Palestina
- Qatar
- Saudiarabien
- Syrien

Tidigare medlem
- Iran (2001–2014) – lämnade för att grunda CAFA, centralsiens fotbollsförbund.

## Turneringar
WAFF anordnar ett par regionala turneringar
- Västasiatiska mästerskapet i fotboll för herrar (U15 ·  U18 ·  U23)
- Västasiatiska mästerskapet i fotboll för damer (U15 ·  U18)
- Västasiatiska mästerskapet i futsal för herrar
- Västasiatiska mästerskapet i futsal för damer
- Västasiatiska mästerskapet i strandfotboll för herrar